# Turbaná (ort)
Turbaná är en ort i Colombia.   Den ligger i departementet Bolívar, i den norra delen av landet, 600 km norr om huvudstaden Bogotá. Turbaná ligger 86 meter över havet och antalet invånare är 10 235.
Terrängen runt Turbaná är huvudsakligen platt, men norrut är den kuperad. Runt Turbaná är det ganska tätbefolkat, med 86 invånare per kvadratkilometer. Närmaste större samhälle är Cartagena, 16,3 km nordväst om Turbaná. Omgivningarna runt Turbaná är en mosaik av jordbruksmark och naturlig växtlighet.